# Витолд Гомбрович
Вѝтолд Ма̀риан Гомбро̀вич (на полски: Witold Marian Gombrowicz) е полски романист, драматург и есеист. Става световноизвестен най-вече с романа си „Фердидурке“, с който поставя началото на полската интелектуална гротеска, и до днес оказващо влияние върху редица писатели.

## Живот и творчество
Витолд Гомбрович е роден на 4 август 1904 г. в Малошице (Małoszyce), имението на баща му, намиращо се близо до Опатув (Opatów) и на 200 км южно от Варшава на територията на тогавашната Руска империя. Израства в дом с традиции, където обаче не се чувства комфортно. Причина за това е студеният и властен характер на майка му, отразен в образите на майките в цялото му творчество. Родословието на Витолд Гомбрович води началото си от полската шляхта от 16 век. Гомбрович се гордее с произхода си, но осмива своя снобизъм в произведенията си, където традиционните имения на старите земевладелски родове са представени като крепости на консерватизма и закостенелия дух.

### Първи произведения
Първоначално Витолд Гомбрович е обучаван от частни учители, а по-късно посещава аристократично католическо училище във Варшава. От 1922 до 1927 г. следва право във Варшавския университет, откъдето получава магистърска степен. От 1927 до 1929 учи философия и икономика в Париж, но предприема пътувания из Южна Франция, като занемарява следването и баща му прекратява издръжката. Принуден е да се завърне в Полша и да започне работа като секретар във Варшавския съд. Във Варшава обикаля литературните кафенета и пише разкази, дори и по време на съдебни заседания. През 1933 г. издава първата си книга „Дневник от пубертета“ (Pamiętnik z okresu dojrzewania), сборник разкази, изпълнен с хумор и игра с формите на „нисшата литература“, но посрещнат с пълно неразбиране от критиката.
През 1935 г. Витолд Гомбрович публикува на страниците на списание „Скамандер“ (Skamander) пиесата си „Ивона, принцесата на Бургунда“ (Iwona księżniczka Burgunda), която преиздава в същото списание, в нова редакция през 1938 г. Това е гротеска за формата, обичаите и церемонията, които ограничават и деформират индивида. Обаче това произведение няма отглас.

### „Фердидурке“
Четири години след публикуване на първата си книга, в края на 1937 г., Витолд Гомбрович публикува и първия си роман, „Фердидурке“ (Ferdydurke), който разглежда (според самия автор) два главни проблема: незрелостта и формата. По-късно, през 1947 г., в предговора към испанския превод на романа, писателят пише: „...хората са принудени да укриват незрелостта си, защото за изява е подходящо само онова, което у нас е зряло. „Фердидурке“ поставя въпроса: не виждате ли, че външната ви зрелост е една фикция, а всичко, което можете да изразите, е откъснато от вашия вътрешен свят? Правите се на възрастни, докато всъщност живеете в съвсем друг свят. Ако не успеете по някакъв начин да свържете тези два свята, за вас културата ще остане винаги само инструмент на измамата.“
„Фердидурке“ предизвиква остри реакции сред критиката и разделя читателите на боготворящи и заклеймяващи Гомбрович. Обаче, въпреки голямата популярност на „Фердидурке“, романът не заема „трайно място в официалната полска литература“, по думите на самия Гомбрович. Истинското признание на писателя идва доста по-късно.
На български е преведен от Димитрина Лау-Буковска (изд. „Народна култура“, 1988).

### В Аржентина – емигрант по принуда
През 1939 г., един месец преди избухването на Втората световна война, Витолд Гомбрович заминава за Аржентина, но престоят му в Латинска Америка се удължава до почти 24 години. Избрал живота на емигрант, Гомбрович започва да се издържа като пише за местната преса и работи седем години в Полската банка в Буенос Айрес. Там пише повечето от произведенията си, които са неизменно свързани с Полша и полското в ироничен план. Историята на първите години в изгнание Витолд Гомбрович „документира“ в шеговитата си книга „Транс-Атлантик“.
След края на войната предвоенните книги на Витолд Гомбрович са забравени както в Полша, така и в чужбина и дълго време не могат да възвърнат популярността си. Авторът им живее много години, почти до края на емиграцията си в Аржентина, на ръба на мизерията. След като прекарва осем години в Аржентина, Витолд Гомбрович успява в сътрудничество с група аржентински писатели да преведе на испански и да издаде през 1947 г. „Фердидурке“. Произведението му остава незабелязано в Южна Америка. Всъщност Гомбрович, въпреки публикациите си в полското емигрантско списание „Култура“, на практика остава неизвестен до 1957 г., когато комунистическият режим в Полша за кратко вдига забраната за издаване на неговите произведения в Полша. Тогава е преиздаден първият роман на Витолд Гомбрович и е отпечатана пиесата му „Венчаване“ (Ślub), писана през 1946 г.
Витолд Гомбрович става световноизвестен през 1960-те години, когато няколко от неговите творби биват публикувани в Париж: „Порнография“ (Pornografia), „Космос“ (Kosmos), „Дневник“ (Dziennik) в три тома, книгата „Завещание. Разговори с Доминик дьо Ру“ (Testament. Rozmowy z Dominique de Roux), както и гротескната пиеса „Оперета“ (Operetka) за историята и революциите на 20 век. Пиесите на Гомбрович започват да се поставят на сцените в Европа, но в Полша има големи затруднения. На български пиесите са издадени в превод на Димитрина Лау-Буковска (изд. „АБАГАР“, Велико Търново, 1997).

### Завръщане в Европа
През 1963 г. Витолд Гомбрович получава стипендия от фондация Форд и заминава за Европа. Лекува се от астма в Западен Берлин и Париж. През 1964 г. се запознава с младата студентка от Канада Рита Лабро, която става негова спътница до края на живота му. Оженва се за нея само седем месеца преди смъртта си.
Витолд Гомбрович прекарва последните пет години от живота си във Ванс, Южна Франция, където умира на 24 юли 1969 г.
Витолд Гомбрович печели престижната международна награда на издателите „Форментор“ през 1967 г. за романа си „Космос“ (романът му „Порнография“ не успява да спечели тази награда през 1960 г. само с един глас от журито). През 1968 г. Витолд Гомбрович става кандидат за Нобелова награда.
На български „Космос“ е издаден в превод на Катерина Кокинова (изд. „Панорама“, 2018).
Витолд Гомбрович е забележителен като писател със своята философия („нашата страшна жажда за зрелост ни довежда до... вторична,... изкуствена незрелост“), начина на конструиране на текстовете (поетична гротеска) и силата на своя език. Самият Гомбрович подчертава, че го „вбесяват тиранията на езиковите форми и механизмът на стила“. Той неуморно се бори с полската традиция и история, но тази борба е отправна точка към създаването на художествени произведения, дълбоко вкоренени в самата тази традиция и история, които същевременно са и универсални.